# سفارة الولايات المتحدة في الأردن

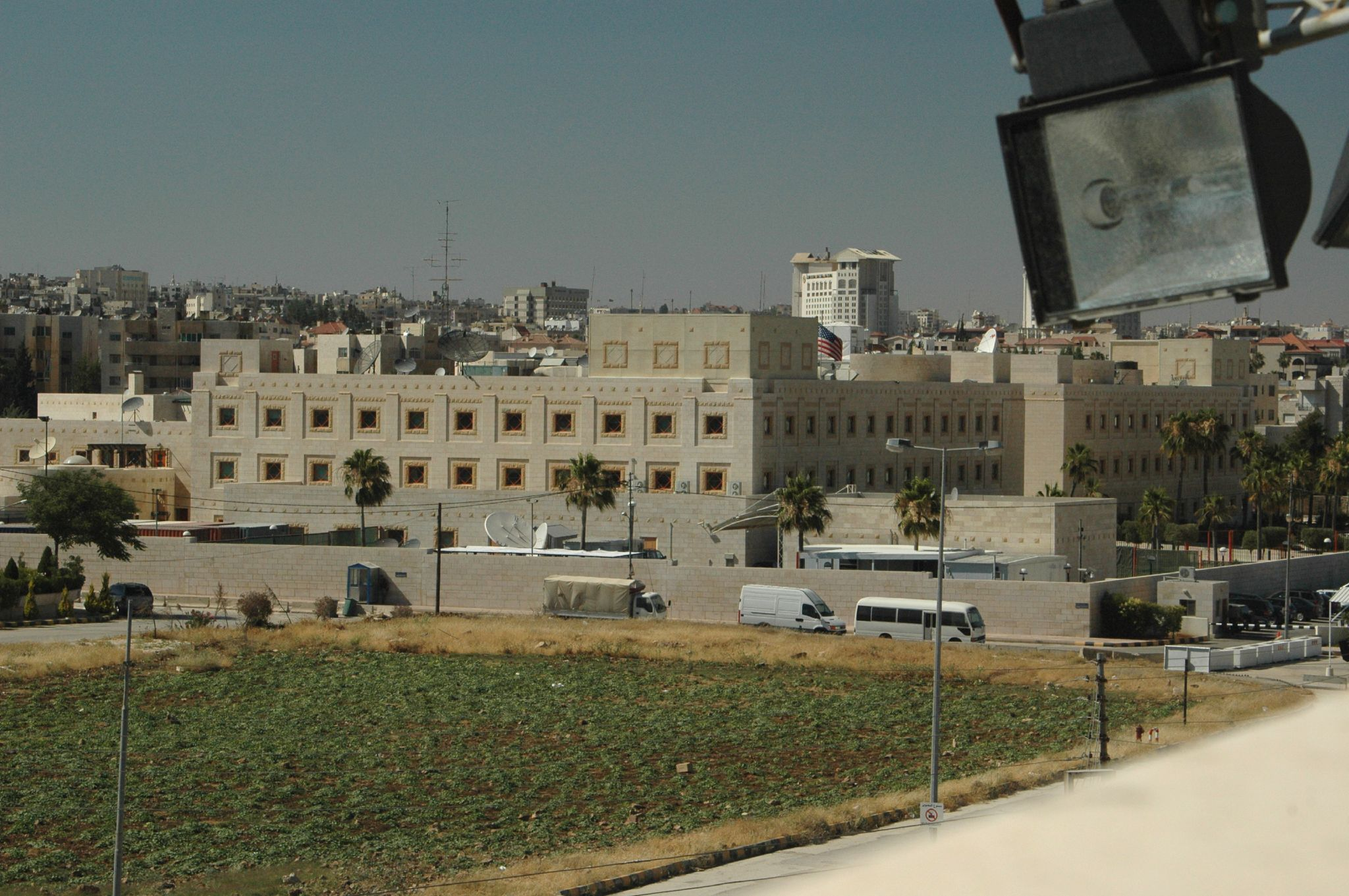

تقع السفارة الأمريكية في الأردن في أفضل مناطق عمان في منطقة عبدون والتي تعتبر منطقة حيوية في المجتمع الأردني وتخدم السفارة في منح التاشيرات للهجرة وتاشيرا لغير الهجرة كما أن عدد موظفيها كبير وهم من المييزين في الأداء الوظيفي المرتبط بهم .
بإدارة السفير ستيوارت جونز يسعى طاقم السفارة إلى حماية المصالح الأميركية والترويج لها في المملكة الأردنية الهاشمية من خلال العلاقات الدبلوماسية مع الحكومة الأردنية والاتصال التجاري مع مجتمع الأعمال المحلي والدبلوماسية العامة التي تهدف إلى انخراط الأردنيين في تبادل القيم المشتركة وبناء التفاهم المتبادل.
عن السفير الأمريكي: تم تعيين ستيوارت أي جونز سفيراً للولايات المتحدة الأميركية إلى المملكة الأردنية الهاشمية في 21 تموز 2011. شغل جونز سابقاً منصب نائب السفير في السفارة الأميركية في بغداد. و شغل بين الأعوام 2008 و 2010 منصب نائب مساعد وزير الخارجية في مكتب الشؤون الأوروبية والأوراسية في وزارة الخارجية الأميركية. تم تعيينه نائبا للسفير في السفارة الأميركية في القاهرة حيث شغل هذا المنصب بين الأعوام 2005 و 2008.